# امیرخان (خواننده)
امیرخان (pronounced [əˈmi:r xa:n] ; 15 اوت ۱۹۱۲–۱۳ فوریه 1974) یکی از بزرگ‌ترین و تأثیرگذارترین خواننده‌های هندی در موسیقی سنتی هندوستانی بود. او بنیانگذار ایندور قارانا بود.
امیرخان در یک خانواده موسیقیدان در کالانور هند به دنیا آمد.  پدرش، شهمیر خان، یک نوازنده سارنگی و نوازنده قارانا بهندی‌بازار، در دربار هولکارهای ایندور خدمت می‌کرد. پدربزرگش تغییر خان خواننده دربار بهادرشاه ظفر بود.